# Правителство на Стоян Данев 4
Четвъртото правителство на Стоян Данев е тридесет и трето правителство на Царство България, назначено с Указ № 4 от 1 юни 1913 г. на цар Фердинанд Сакскобургготски. Управлява страната до 4 юли 1913 г., след което е наследено от второто правителство на Васил Радославов.

## Политика
Кабинетът поема управлението на страната в условия на изключително драматична обстановка. Между Сърбия и Гърция е подписан таен военен съюз, насочен срещу България. Зачестяват провокациите на бившите съюзници срещу позициите на българската армия. В Македония българското население е подложено на терор. За да промени създалата се ситуация, без да прецени правилно съотношението на силите и особено заплахата от страна на Румъния и Турция, цар Фердинанд I дава заповед българските войски да настъпят в Македония. Два дни по-късно правителството на д-р Данев нарежда да бъдат спрени военните действия, но сръбските и гръцките войски се възползват от предоставения им повод и атакуват по целия фронт. След няколкодневните боеве гръцката армия е обкръжена в Кресненското дефиле, а сръбските войски са заплашени от пълно унищожение в Македония.

### Междусъюзническа война
На 28 юни същата година и Румъния обявява война на България. Без да срещнат съпротива войските ѝ достигат до двадесетина километра от София и окупират Южна Добруджа. Дава се начало на Междусъюзническата война, в която се намесва и Турция. Последната, на 30 юни, окупира Източна Тракия (250-хилядна османска армия), подлагайки на сеч българското население. Правителството на д-р Данев подава оставка. Примирието е сключено от новия кабинет, ръководен от д-р Радославов, на 4 юли 1913 г.

## Съставяне
Кабинетът, оглавен от Стоян Данев, е образуван от членове на Народната и Прогресивнолибералната партия.

### Кабинет
Сформира се от следните 10 министри:
| министерство                                | име | име                  | партия                      |
| ------------------------------------------- | --- | -------------------- | --------------------------- |
| председател на Министерския съвет           |     | Стоян Данев          | Прогресивнолиберална партия |
| вътрешни работи и народно здраве            |     | Михаил Маджаров      | Народна партия              |
| външни работи и изповедания                 |     | Стоян Данев          | Прогресивнолиберална партия |
| народно просвещение                         |     | Иван Пеев-Плачков    | Народна партия              |
| финанси                                     |     | Теодор Теодоров      | Народна партия              |
| правосъдие                                  |     | Петър Абрашев        | Прогресивнолиберална партия |
| война                                       |     | Стилиян Ковачев      | военен                      |
| търговия, промишленост и труда              |     | Атанас Буров         | Народна партия              |
| земеделие и държавни имоти                  |     | Александър Людсканов | Прогресивнолиберална партия |
| обществени сгради, пътища и благоустройство |     | Димитър Яблански     | Народна партия              |
| железници, пощи и телеграфи                 |     | Димитър Христов      | Прогресивнолиберална партия |

### Промени в кабинета

#### от 28 юни 1913
- След промените от юни същата година министерството на войната е оглавено от:

| министерство | име | име          | партия |
| ------------ | --- | ------------ | ------ |
| война        |     | Георги Вазов | военен |